# 杨瑞强
杨瑞强（1964年—），男，回族，吉林长春人，中国伊斯兰教人物，现任中国伊斯兰教协会副会长，吉林省伊斯兰教协会会长。